# 化悲庙遗址
化悲庙遗址，2001年登录为山阴县文物保护单位时名称为化悲岩寺，位于中华人民共和国山西省山阴县后所乡辛立庄村南3千米处翠微山东麓西部，第三次全国文物普查后列入第一批朔州市文物保护单位，也称化悲庙，化悲岩，羊驮寺。国家文物局的数据中，山阴县文物保护单位化悲岩寺的时代为北魏。另一说法称，化悲寺始于辽金两代，元至正年间续建。化悲庙傍山而建，仅有一条小道通往寺庙，寺内有相连的几个石窟。“悲岩晚照”、“孤松独石”等号为化悲庙的“八大景观”。化悲岩寺现为在山阴县政府登记的朔州市已审批佛教寺院。